# Sister Cities International
Sister Cities International è una rete diplomatica senza scopo di lucro che crea e rafforza la partnership tra Stati Uniti d'America e le comunità internazionali. Attualmente più di 2.000 città, stati e contee ne sono partner in 136 paesi in tutto il mondo. L'organizzazione "si sforza di costruire una cooperazione globale a livello comunale, promuovere la comprensione culturale e di stimolare lo sviluppo economico".
In quanto organizzazione ufficiale che collega le giurisdizioni degli Stati Uniti con le comunità internazionali, Sister Cities International identifica, registra e coordina i rapporti di fratellanza con città, contee, comuni, Oblast', prefetture, province, regioni, Stati, città e villaggi.
Il programma dell'SCI nacque nel 1956 quando il presidente  degli Stati Uniti Dwight D. Eisenhower propose l'iniziativa di una diplomazia fatta dai cittadini stessi.
Originariamente parte della National League of Cities, la SCI diventò una fondazione no profit a sé stante nel 1967, a causa dell'incredibile aumento di popolarità.